# 강짜소동
"강짜 소동"은 한국에서 제작된 임원직 감독의 1963년 영화이다. 김승호 등이 주연으로 출연하였고 김영창 등이 제작에 참여하였다.

## 출연

### 주연
- 김승호
- 엄앵란
- 전옥

## 기타
- 조명: 손영철
- 미술: 정우택